# Wilhelm Brummerstaedt
Wilhelm Brummerstaedt, auch Brummerstädt (* 18. November 1803 in Schwinkendorf; † 26. März 1878 in Rostock; vollständiger Name: Johann Enoch Wilhelm Brummerstaedt) war ein deutscher Altphilologe, Lehrer und 1848/49 Mitglied der Mecklenburgischen Abgeordnetenversammlung.

## Leben
Brummerstaedt entstammt einer mecklenburgischen Pastorenfamilie und war Sohn des Pastors (Erhard) Ludwig (Wilhelm) Brummerstaedt (1759–1825) und dessen Frau Sophia Balthasara Caroline, geb. Brummerstädt (1765–1811). Er besuchte die Große Stadtschule in Neubrandenburg und machte hier Ostern 1823 das Abitur. Anschließend studierte er zunächst Evangelische Theologie an der Universität Rostock und wechselte dann zur Philologie und an die Universität Heidelberg bis Ostern 1829.
Zu Ostern 1830 wurde Brummerstaedt Lehrer an der Großen Stadtschule Rostock und blieb hier bis zum Ende seines Berufslebens kurz vor Weihnachten 1877. 
Bei der Revolution in Mecklenburg (1848) gehörte er zu den Reformkräften in Rostock; er war Vorstandsmitglied des Reformvereins in Rostock und Mitunterzeichner der Petition an den Großherzog vom 5. April 1848 zur Schaffung einer repräsentativen Volksvertretung sowie der Einladung zu einer Versammlung der Mecklenburgischen Reformfreunde vom 23. April 1848. Im Herbst 1848 wurde er bei einer Nachwahl im Wahlkreis Mecklenburg-Schwerin 67: Laage zum Mitglied der Mecklenburgischen Abgeordnetenversammlung gewählt. Hier schloss er sich zuerst der Fraktion der Reformvereine, der Linken, an und später dem linken Centrum. Er wurde in den Verfassungsausschuss gewählt und zu einem der beiden Schriftführer dieses Ausschusses bestellt. Im Schulausschuss wurde er Berichterstatter.
Brummerstaedt war mit Minna Prehn, Tochter des Kanzleisekretärs (Johann) Wilhelm Prehn aus Rostock, verheiratet. Seine Söhne Wilhelm (Carl Ludwig) Brummerstädt (* 3. Oktober 1831; † 11. März 1887) und Ludwig Brummerstädt (* 6. Mai 1835; † 12. Januar 1869) wurden beide Mediziner; Wilhelm wurde Privatdozent für Gynäkologie in Rostock, Ludwig Arzt in Malchin.

## Schriften
- Die Theologie der Jonischen Physiologen. Rostock 1832
- Über Inhalt und Zusammenhang der metaphysischen Bücher des Aristoteles. Rostock 1841 (Schulprogramm Rostock Gymnasium, Digitalisat)